# Suomiart
Suomiart est une association artistique d’artistes finlandais en Suède. Créée en 1977, l’association rassemble plus de 100 adhérents. Le nom Suomiart est composé de deux mots « Suomi » et « art ».
Suomiart a organisé des expositions artistique, des cours, des sorties ainsi que d’autres évènements culturels en Suède. Elle a également été impliquée dans des projets internationaux culturels. Suomiart propose également un concours annuel appelé « Artiste de l'année » en Suède. Elle est ouverte pour tous les artistes comme pour les Finlandais ou les Suédois en Finlande, qui vivent en Suède. L’artiste de l’année est choisi par un jury.

## Prix de l'artiste de l'année
| Année | Prix                     | Lauréat                |
| ----- | ------------------------ | ---------------------- |
| 2019  | Artiste de l’année       | Pekka Sarnus           |
| 2017  | Artiste de l’année       | Carina Söderström      |
| 2015  | Artiste de l’année       | Titti Hammarling       |
| 2013  | Artiste de l’année       | Linn Henriksson Strååt |
| 2013  | Jeune artiste de l'année | Markus Laakkonen       |
| 2012  | Artiste de l’année       | Karin Wallin           |
| 2012  | Jeune artiste de l'année | Anna Julkunen          |
| 2011  | Artiste de l’année       | Riitta Vainionpää      |
| 2011  | Jeune artiste de l'année | Virva Hinnemo          |
| 2010  | Artiste de l’année       | Helena Piippo Larsson  |
| 2010  | Jeune artiste de l'année | Anton Wiraeus          |
| 2009  | Artiste de l’année       | Thelma Aulio-Paananen  |
| 2008  | Artiste de l’année       | Mette Muhli            |
| 2007  | Artiste de l’année       | Anne Persson Lucenius  |
| 2006  | Artiste de l’année       | Niklas Mulari          |
| 2005  | Artiste de l’année       | Kaarina Manninen       |
| 2004  | Artiste de l’année       | Aila Manni-Snickars    |